# Taste the Pain
 (février 2024).
Si vous disposez d'ouvrages ou d'articles de référence ou si vous connaissez des sites web de qualité traitant du thème abordé ici, merci de compléter l'article en donnant les références utiles à sa vérifiabilité et en les liant à la section « Notes et références ».
Singles de Red Hot Chili Peppers
Higher Ground
(1989) Show Me Your Soul
(1990)
Taste the Pain est une chanson des Red Hot Chili Peppers, extraite de leur album Mother's Milk et de la bande originale du film Un monde pour nous. Lorsque la chanson fut enregistrée, Chad Smith n'avait pas encore rejoint le groupe californien, c'est donc Phillip "Fish" Fisher du groupe Fishbone qui joue à la batterie.